# 今井似閑
今井 似閑（いまい じかん、明暦3年（1657年） - 享保8年10月4日（1723年11月1日））は、江戸時代前期の国学者。号は見牛・偃鼠亭。大字屋市兵衛と称する京都の豪商。
はじめ木瀬三之（きせさんし）、下河辺長流に師事したが、ついで契沖に師事して『万葉集』について講義を受けた。契沖の死後、その手沢本（しゅたくぼん）などを集めて京都上賀茂神社の三手文庫（みてぶんこ）に納めたため、後世に伝えられて散逸するのを免れた。
著書に「万葉緯」「神楽歌注釈」などがある。